# فرانك والش (لاعب اتحاد الرغبي)
فرانك والش هو لاعب اتحاد الرغبي كندي، ولد في 5 سبتمبر 1976 في سانت جونز في كندا.